# Посёлок Нефтяников (Курганская область)
Нефтяников — посёлок в Кетовском районе Курганской области. Входит в состав Колесниковского сельсовета.

## География
Расположен вблизи озера Малое Кривое, в 1 км к югу от центра сельского поселения села Колесниково.

## Население
| 1989 | 2002 | 2010 |
| ---- | ---- | ---- |
| 180  | ↗248 | ↘240 |